# Autodescarga
La autodescarga es un fenómeno de reducción de la carga almacenada en baterías por medio de reacciones químicas internas sin que exista ninguna conexión entre los electrodos o cualquier circuito externo. La autodescarga disminuye la vida útil de las baterías y da lugar a que inicialmente tengan una carga inferior a la completa cuando realmente se ponen en funcionamiento. La velocidad de autodescarga en una batería depende del tipo de batería, el estado de carga, la corriente de carga, la temperatura ambiente y otros factores.
La autodescarga es una reacción química, al igual que la descarga en circuito cerrado, y tiende a ocurrir más rápidamente a temperaturas más altas. Almacenar las baterías a temperaturas más bajas reduce la tasa de autodescarga y conserva la energía almacenada inicialmente en la batería. También se cree que la autodescarga se reduce a medida que se desarrolla una capa de pasivación en los electrodos con el tiempo.

## Autodescarga típica por tipo de batería
| Tipo de batería                    | Recargable | Autodescarga típica o vida útil                                                      |
| ---------------------------------- | ---------- | ------------------------------------------------------------------------------------ |
| Metal litio                        | No         | 10 años de vida útil                                                                 |
| Alcalina                           | No         | 5 años de vida útil                                                                  |
| Cinc–carbono                       | No         | 2–3 años de vida útil                                                                |
| Ion litio                          | Sí         | 2–3% por mes; aprox. 4% p. m.                                                        |
| Polímero de litio                  | Sí         | ~5% por mes «Lithium Polymer Battery Technology». Consultado el 14 de marzo de 2016. |
| Baterías NiMH de baja autodescarga | Sí         | Hasta un 0,25% por mes                                                               |
| Plomo-ácido                        | Sí         | 4–6% por mes                                                                         |
| Níquel-cadmio                      | Sí         | 15–20% por mes                                                                       |
| Níquel-metal hidruro (NiMH)        | Sí         | 30% por mes                                                                          |